# محمدخان ایروانی
محمد خان ایروانی (درگذشت ۱۲۵۵ قمری) همچنین معروف به محمدخان سردار ماکویی از فرماندهان نظامی ایران در دوره محمدشاه قاجار بود که درجه امیرتومانی داشت و بخشی از سپاه ایران را در جنگ هرات فرماندهی می‌کرد.
او در سال ۱۲۵۲ قمری به دستور محمدشاه قاجار به حکومت عراق عجم منصوب شد.
پسر او از همسر اولش محمدحسن خان سردار ایروانی بود. محمدخان در سال ۱۲۵۴ قمری باردیگر ازدواج کرد و زینت‌الدوله دختر فتحعلی‌شاه قاجار را به همسری گرفت و یک سال بعد در زمان محاصره شهر هرات درگذشت.